# Marian Melak

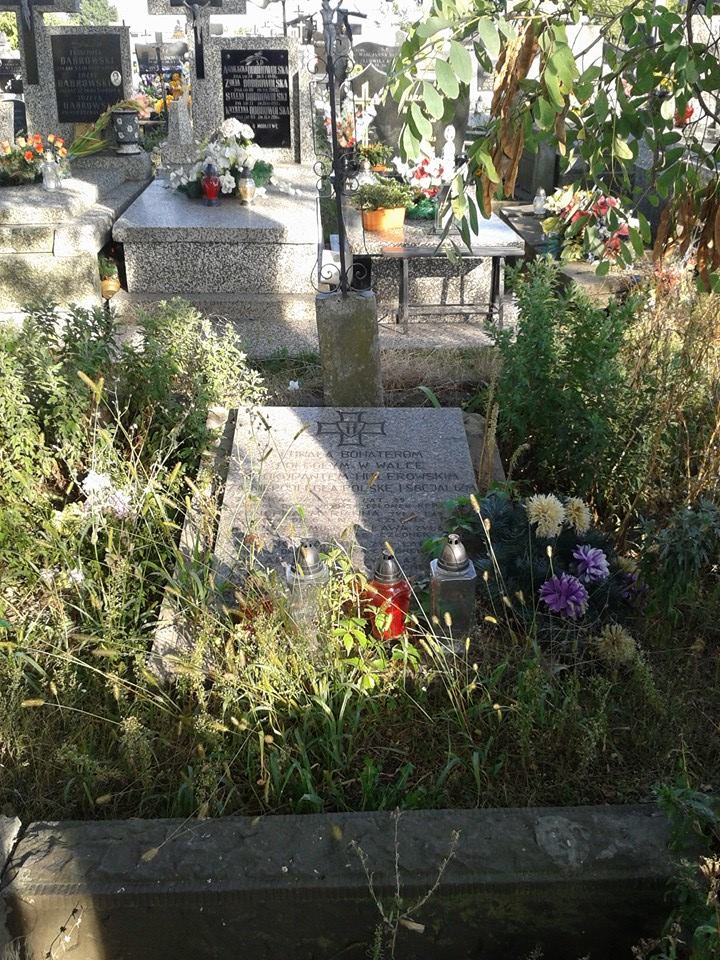
Grobowiec bojowników PPR na starym cmentarzu w Ząbkach

Marian Melak (ps. Marian, Maniek) (ur. 1907 w Drewnicy, zm. 24 kwietnia 1944 tamże) – polski robotnik-ślusarz, działacz komunistyczny.

## Życiorys
Syn robotnika i działacza robotniczego Jana Melaka "Murarza". Z zawodu ślusarz, zaangażowany w ruch robotniczy. Przebywał na emigracji we Francji, gdzie należał do organizacji robotniczych m.in. Francuskiej Partii Komunistycznej. Od 1930 członek Komunistycznej Partii Polski, od stycznia 1942 członek Komitetu Dzielnicowego Drewnica-Marki organizacji "Młot i Sierp", od 1943 Polskiej Partii Robotniczej i Gwardii Ludowej. Współorganizator Komitetu Dzielnicowego Polskiej Partii Robotniczej w Ząbkach, razem z nim działali jego bracia, Franciszek, Józef (ur. 1906) i Stefan (ur. 1919). W styczniu 1944 w związku z powstaniem Garnizonu Drewnica Armii Ludowej został awansowany na jego dowódcę, teren garnizonu obejmował Drewnicę, Ząbki, Siwki i Zacisze. W domu rodzinnym Melaków znajdował się skład broni i amunicji. W nocy z 23 na 24 kwietnia 1944 żandarmeria hitlerowska pod dowództwem kpt. Karla Liebschera przypuściła atak na dom Melaków, którzy po wielogodzinnej walce zostali spaleni razem z budynkiem. 
Po II wojnie światowej jedna z głównych ulic Ząbek nosiła nazwę Braci Melaków (do 1989, obecnie ks. Ignacego Skorupki). 